# Јајои керамика
Јајои керамика је тип керамике настао током Јајои периода јапанске историје ( 300 г. пре н.е. – 300 г.н.е ), непосредно након Џомон периода.
Први налази керамике која се може дефинисати као керамика периода Јајои пронађени су на локалитету Мукогаока у близини Универзитета Токио.

## Периодизација Јајои периода
Јапански научници деле период Јајoи културе на три фазе:
- Рани Јајои (300 год. п. н. е. - 100 год. п. н. е.) - интензивирање земљорадње и почетак коришћења метала;
- Средњи Јајои (100 год. п. н. е. - 100 год. н.е.) - даљи развој коришћења метала, посебан развој културе бронзе у Северном Кјушу и Централном Јапану (Кинај), развој керамике и производње пиринча
- Касни Јајои (100 год. н.е. - 300 или 250 год. н.е.) - јачање племенских савеза и дипломатски контакти са Кином, добијање златног печата од кинеског цара

Сам почетак периода Јајои често је веома тешко раздвојив од периода Џомон. Занимљиво је да су први типови керамике који се могу датовати као керамика Јајој типа, као и оруђа и начин сахрањивања веома мало разликује од наслеђа периода Џомон. Оно што је убрзало прихватање континенталних културних модела јесте све већа експанзија кинеских династија Хан и све већи број имиграната с почетка III века п. н. е.

## Опште карактеристике
Керамика је у периоду Јајои углавном прављена уз помоћ грнчарског точка и због тога је ограничена на свега неколико облика и начина декорисања.Оно што је карактеристично за керамику овог периода је да је црвенкасте боје и да је, у односу на претходни период (Џомон) , глина велике чистоће. Керамика је фине израде, тањих зидова, печена највероватније у отвореним пећима на температурама од 800-900 °C , већим од оних које су коришћене у периоду Џомон.
Генерално гледано, керамика периода Јајои садржи мање органских материја од керамике периода Џомон; карактеришу је обле линије, спољна површина је полирана или понекад осликана геометријском шаром.

## Настанак
Настанак – Опште је прихваћено да је Јајои тип керамике на Јапанска острва стигао са азијског континента, али је њене почетке скоро немогуће разликовати од позних фаза развоја керамике Џомон  у северном делу острва Кјушу. И ако се континентални утицаји чине јасним, није баш сасвим сигурно да се ради о „увозу“  стила који се могао поредити са увозом метала и декорација које су примењиване на предмете читавог бронзаног периода. Без сумње је грнчарски точак у Јапан дошао из Кореје, али није коришћен у свим деловима Јапана све до средњег периода Јајои, када је појачан континентални утицај. Дакле, једино са сигурношћу може бити речено да се првобитно развила у северном делу Кјушу оствра (око 300. г.пре.н.е.) , мешањем новопристиглих техника прављења и декорисања керамике са традиционалним одликама Џомон керамике.

## Налазишта
У раном Јајои периоду, сама керамика а и техника узгоја пиринча на влажним пољима, проширили су се по западном Јапану миграцијама становништва са северног Кјушуа. У западном Јапану, Јајои керамика, заменила је керамику Џомон периода, док се у источном Јапану мешала са традиционалним украшавањем у западном Јапану. Сматра се да сваки од ових стилова представља засебну фазу Јајои периода.Џомон типа, тако попримајући многе његове карактеристике.
Према томе, Јајои стил западног и источног Јапана, знатно се разликују, због чега се овај тип керамике признао као засебан од Џомон типа тек након ископавања Мукогаока шкољчаног наноса у Јајои делу Токија 1884. године.
Током ископавања Карако локалитета у Нара префектури од 1936-1937. године, идентификовано је пет различитих типова Јајои керамике западног Јапана.

## Подела и периодизација керамике
Подела Јајои керамике равномерно прати поделу самог Јајои периода, и према томе дели се на:
- Рани тип (300.г.пре.н.е. – 100 г.пре.н.е. ) – у литератури се може пронаћи под именом „Агата“ . Тешко се раздваја од финалне керамике периода Џомон. Карактерише је утискивање, најчешће шкољчаних оклопа, на површину још влажних глинених посуда. Обод посуде извијен је ка спољашњости и најчешће је задебљан. За област око унутрашњег мора карактеристично је присуство ваза које имају јасно изражен врат са ручама причвршћеним на најширем делу посуде.
- Прелазни тип ( 175. г.пре.н.е. – 100. г.пре.н.е. ) – „Уривара“ тип керамике карактеристичан је за прелазну фазу између раног и средњег периода Јајои и представља савршенији облик типа керамике „Агата“.
- Средњи тип ( 100.г.пре.н.е. – 100. г.н.е.) – „Суга“ тип керамике комплетно доминира на територији северног дела острва Кјушу у средњем периоду Јајои. Керамика у том периоду морала је да задовољи велику потражњу за погребним ћуповима. Може се приметити да су ћупови достигли висок ниво стандардизације, што указује на обавезно постојање радионица специјализованих за подмиривање погребних потреба становништва  једног насеља у периоду Јајои. Површина керамике Суга типа је недекорисана или означена хоризонталним линијама на површини. Међутим, нису само погребни ћупови били лишени декорације. И керамике за кућну употребу била је готово недекорисана, а у случајевима када је декорација била присутна ограничавала се само на спољни део обода посуде. За средњи Јајои период карактеристична је и шара наношена чешљем који неки научници сматрају и примарним обликом декорације у средњем периоду Јајои у области Кансаи, где је ова керамике достигла изузетну префињеност. Важно је нагласити  да је овакав начин украшавања керамике ограничен на регију Кансаи и да се није проширио ка северу где је било присутно зонско украшавање конопцем, што неки од стручњака сматрају евоулирањем стила керамике из финалног периода Џомон који је доминирао северним делом Јапана .
- Касни тип ( 100.г.н.е. – 300. г.н.е. )  – „Шиназава“ тип . За овај тип керамике може се рећи да је наследник керамике украшене чешљем, али на овом типу керамике декорација није нужно присутна. За овај период развоја керамике керактеристичан је и знатан развој пехарастих посуда чија постоља прогресивно расту у висину, док у једном моменту у позном Јајои периоду нису добила облик пиједесталних пехара. Из овог периода датира и велик број мерамичких налаза који указују на значајну употребну вредност коју су ови пехари имали у свакоднедвном животу људи.